# Albert Cristescu
Albert Georgian Cristescu (n. 30 mai 1992, Moreni, Dâmbovița, România) este un handbalist român care joacă pentru HCM Constanța și echipa națională de tineret a României pe postul de pivot.
Cristescu a început să joace handbal în orașul natal, la Grupul Școlar Industrial Petrol Moreni, și a fost apoi selectat la Centrul Național Olimpic de Excelență de la Sighișoara. Prima sa echipă de seniori a fost CSM București. În ianuarie 2013, în urma problemelor financiare ale clubului bucureștean, Albert Cristescu a semnat cu HCM Constanța.
Albert Cristescu a debutat la naționala de tineret a României în 1999. Până pe 15 ianuarie 2012, el a jucat pentru România în 17 de meciuri, în care a înscris 78 de goluri.

## Palmares
- Liga Națională:
  - Câștigător: 2013
- Cupa României:
  -  Câștigător: 2013, 2014
- Supercupa României:
  -  Câștigător: 2013